# TV 41
TV 41 este o autocamionetă produsă de Uzina Autobuzul București.

## Descriere
Are o capacitate de locuri care variază de la 2 la 12 locuri. Era folosită în:
- Armata Română
- Poliția Română
- transport:
  - persoane
  - marfă
- salvare
- Poșta Română

În prezent este folosită doar pentru transport. Este vândută și în alte țări (Cehoslovacia, Republica Democrată Germană, Ungaria, Polonia).